# Classification internationale de Maastricht
La classification internationale de Maastricht a pour but d'établir des catégories permettant de synthétiser le contexte d'un arrêt cardiaque, notamment afin d'orienter la prise de décision concernant le prélèvement d'organes à cœur arrêté
| Catégorie de Maastricht | Définition |
| ----------------------- | --- |
| I                       | Personnes qui font un arrêt cardiaque en dehors de tout contexte de prise en charge médicalisée et qui sont décédées à l'arrivée des secours qualifiés                                                                         |
| II                      | Personnes qui font un arrêt cardiaque en présence de secours qualifiés, aptes à réaliser un massage cardiaque et une ventilation mécanique efficaces, mais dont la réanimation ne permettra pas une récupération hémodynamique |
| III                     | Personnes pour lesquelles une décision d’arrêt de soins thérapeutique ou de limitation thérapeutique est prise en raison du pronostic des pathologies et nécessitera une prise en charge en réanimation                        |
| IV                      | Personnes décédées en mort encéphalique qui font un arrêt cardiaque irréversible au cours de la prise en charge en réanimation                                                                                                 |
| V                       | Personnes décédées par euthanasie (en Belgique, Espagne et Pays-Bas) |